# Мађарска на Летњим олимпијским играма 2012.
Мађарска је учествовала на Летњим олимпијским играма одржаним 2012. године у Лондону, Уједињено Краљевство. Мађарски спортисти су учествовали на свим Олимпијским играма модерне ере, осим на играма одржаним у Антверпену и играма одржаним у Лос Анђелесу због бојкота Источног блока предвођени Совјетским Савезом. На ове игре Олимпијски комитет Мађарске је послао најмалобројнију делегацију од игара из
1956. укупно 159. спортиста, 97 мушкараца и 62. жене који су учествовали у 18. спортских дисциплина.
Мађарски спортисти су игре оригинално са ових игара понели 17. медаља (8. златних, 4. сребрне и 5. бронзаних) што им је донело 9. место у укупном збиру медаља. Медаље за Мађарску су дошле у дисиплини кану спринт, три медаље у пливању и по две у џудоу и рвању. По први пут од 1996. мађарски ватерполисти нису освојили медаљу.
Своју 18. медаљу Мађарска је придодала укупном збиру када је на састанку 7. новембра 2012. године Олимпијски комитет одузео медаљу узбекистанском рвачу Сослану Тигијеву због позитивног теста на метилхексанамин. Због ове суспензије, накнадно је бронзана медаља додељена мађарско рвачу Габору Хатошу.

## Резултати по спортским гранама
На овој олимпијади су мађарски спортисти освојили 129 олимпијских поена.
(највећи број освојених поена и учесника је обележен подебљаним словима)
| Спортска грана       | Позиција | Позиција | Позиција | Позиција | Позиција | Позиција | Олимпијски поени | Број учесника | Број учесника | Број учесника |
| Спортска грана       | 1.       | 2.       | 3.       | 4.       | 5.       | 6.       | Олимпијски поени | Мушки         | Жене          | Укупно        |
| Кајак и кану (10)    | 3        | 2        | 1        | 0        | 0        | 2        | 37               | 8             | 5             | 13            |
| Пливање (33)         | 2        | 0        | 1        | 2        | 1        | 2        | 28               | 17            | 16            | 33            |
| Мачевање (4)         | 1        | 0        | 0        | 0        | 0        | 0        | 7                | 2             | 2             | 4             |
| Ватерполо(2)         | 0        | 0        | 0        | 1        | 1        | 0        | 5                | 13            | 13            | 26            |
| Рвање (7)            | 0        | 1        | 2        | 0        | 0        | 0        | 13               | 6             | 1             | 7             |
| Атлетика (15)        | 1        | 0        | 0        | 0        | 0        | 0        | 7                | 10            | 8             | 18            |
| Рукомет (1)          | 0        | 0        | 0        | 1        | 0        | 0        | 3                | 16            | 0             | 16            |
| Бокс (3)             | 0        | 0        | 0        | 0        | 1        | 0        | 2                | 3             | 0             | 3             |
| Стрељаштво(6)        | 0        | 0        | 0        | 0        | 0        | 3        | 3                | 2             | 1             | 3             |
| Дизање тегова (1)    | 0        | 0        | 0        | 0        | 0        | 0        | 0                | 1             | 0             | 1             |
| Веслање(2)           | 0        | 0        | 0        | 0        | 0        | 0        | 0                | 4             | 0             | 4             |
| Тенис (2)            | 0        | 0        | 0        | 0        | 0        | 0        | 0                | 0             | 2             | 2             |
| Триатлон (1)         | 0        | 0        | 0        | 0        | 0        | 0        | 0                | 0             | 1             | 1             |
| Синхроно пливање (1) | 0        | 0        | 0        | 0        | 0        | 0        | 0                | 0             | 2             | 2             |
| Гимнастика (3)       | 1        | 0        | 0        | 0        | 0        | 0        | 7                | 2             | 1             | 3             |
| Скокови у воду (1)   | 0        | 0        | 0        | 0        | 0        | 0        | 0                | 0             | 2             | 2             |
| Једрење (3)          | 0        | 0        | 0        | 0        | 0        | 0        | 0                | 2             | 1             | 3             |
| Стони тенис (2)      | 0        | 0        | 0        | 0        | 0        | 0        | 0                | 1             | 3             | 4             |
| Пентатлон(2)         | 0        | 0        | 1        | 0        | 0        | 0        | 4                | 2             | 2             | 4             |
| Бициклизам(3)        | 0        | 0        | 0        | 0        | 0        | 0        | 0                | 2             | 1             | 3             |
| Џудо(8)              | 0        | 1        | 1        | 0        | 2        | 0        | 13               | 4             | 4             | 8             |
|                      |          |          |          |          |          |          |                  |               |               |               |
| Укупно               | 8        | 4        | 6        | 4        | 5        | 7        | 129              | 94            | 63            | 157           |

Олимпијски поени се додељују по следећем бод систему: 1. место - 7 бодова, 2. место - 5 бодова, 3. место - 4 бода, 4. место - 3 бода, 5. место - 2 бода, 6. место - 1 бод.

### Освојене медаље на ЛОИ
| Освајачи олимпијских медаља за Мађарску на ЛОИ 2008. | |        |
| Медаља                                               | Освајач медаље | Укупно |
| Злато                                                | Арон Силађи, (мачевање), Данијел Ђурта, (пливање), Кристијан Берки , (гимнастика), Кристијан Парш , (кладиво), Данута Козак , (кану К-1 500), Ева Ристов , (пливање 10 км), К-2 1.000 м) и Кану K-4 500 m ж. | 8      |
| Сребро                                               | Миклош Унгвари (џудо 66 кг), Тамаш Леринц (рвање 66 кг), Кану К-2 500 ж. и Кану K-4 1000 m м. | 4      |
| Бронза                                               | Ева Черновицки (џудо 48 кг), Ласло Чех (пливање 200 м), Петар Модош (рвање 55кг), Наташа Душев-Јанић (кану К-1 200 ж.), Адам Мароши (модерни петобој) и Габор Хатош (рвање 74 кг)                            | 6      |
| Укупно                                               | | 18     |